# Иштыбаево
Иштыбаево (баш. Иштебай) — деревня в  Мишкинском районе Республики Башкортостан Российской Федерации. Входит в состав Большешадинского сельсовета.

## География

### Географическое положение
Расстояние до:
- районного центра (Мишкино): 13 км,
- центра сельсовета (Большие Шады): 6 км,
- ближайшей ж/д станции (Загородная): 132 км.

## История
По материалам Первой ревизии, в 1722 году в деревне были учтены 11 душ мужского пола служилых мещеряков.
В «Списке населенных мест по сведениям 1870 года», изданном в 1877 году, населённый пункт упомянут как деревня Иштибаева 1-го стана Бирского уезда Уфимской губернии. Располагалась при речке Большом Иняке, слева от Кунгурского и Сибирского почтовых трактов, в 38 верстах от уездного города Бирска и в 65 верстах от становой квартиры в селе Аскине. В деревне, в 75 дворах жили 487 человек (246 мужчин и 241 женщина, тептяри, мещеряки), была мечеть.
Административный центр существовавшего в 1992—2008 гг. Иштыбаевского сельсовета.

## Население
| 2002 | 2009 | 2010 |
| ---- | ---- | ---- |
| 360  | ↘327 | ↘295 |

Национальный состав
Согласно переписи 2002 года, преобладающая национальность — татары (95 %).

## Инфраструктура
Личное подсобное хозяйство с зоной сельскохозяйственного использования, индивидуальная застройка усадебного типа.
Основа экономики — сельское хозяйство.

## Транспорт
Деревня доступна автотранспортом. Остановка общественного транспорта «Иштыбаево».

## Религия
В деревне есть мечеть.

## Известные уроженцы
- Хамадинуров, Шамиль Шарифьянович (2 сентября 1950 — 14 ноября 2014) — башкирский певец, артист Башкирской филармонии, Народный артист Республики Башкортостан (2013)[8][9].